# Panamá nos Jogos Paralímpicos
O Panamá participou pela primeira vez dos Jogos Paralímpicos em 1992, e enviou atletas para competirem em todos os Jogos Paralímpicos de Verão desde então. Por outro lado, o país nunca participou de uma edição dos Jogos Paralímpicos de Inverno.